# لیشتنگ
لیشتنگ (به آلمانی: Lichtenegg) یک منطقهٔ مسکونی در اتریش است که در ناحیه وینر نوی‌اشتات-لاند واقع شده‌است. لیشتنگ ۳۵٫۳۹ کیلومتر مربع مساحت دارد ۷۷۰ متر بالاتر از سطح دریا واقع شده‌است.